# نبرد سولتسی
نبرد سولتسی که با عنوان ضدحمله سولتسی نیز شناخته می‌شود، نبردی از ۱۴ تا ۱۸ ماه ژوئیه سال ۱۹۴۱ در جبهه شرقی جنگ جهانی دوم بین نیروهای ورماخت و ارتش سرخ در نزدیکی سولتسی در شمال غربی روسیه بود. این نبرد در اثر ضدحمله نیروهای ارتش یازدهم شوروی به جناحین بی‌دفاع سپاه ۵۶ موتوریزه آلمان به وقوع پیوست که به محاصره درآمدن چهار روزه لشکر هشتم زرهی آن انجامید. با وجود این که نیروهای آلمانی در نهایت توانستند با ارسال نیروی کمکی حلقه محاصره را بشکنند، در جریان این نبرد متحمل خسارات سنگین شدند و با عقب رانده شدن به فاصله ۴۰ کیلومتر، پیشروی آن‌ها به سمت لنینگراد به تأخیر افتاد که منجر به آماده‌سازی‌های دفاعی بیشتر در آن گردید. این ضدحمله یکی از نخستین ضدحملات موفق ارتش سرخ در طول جنگ با آلمان به حساب می‌آمد.

## پیش‌زمینه
سپاه ۵۶ موتوریزه به فرماندهی سپهبد اریش فن مانشتاین به عنوان بخشی از گروه زرهی ۴ در جناح جنوبی گروه ارتش شمال با آغاز عملیات بارباروسا در روز ۲۲ ژوئن سال ۱۹۴۱، منطقه بالتیک را مورد هجوم قرار داد. موفقیت‌های بزرگ این سپاه در روزهای نخست عملیات سبب شد ارتشبد اریش هوپنر، فرمانده گروه زرهی ۴، تمرکز خود را بر سپاه ۵۶ موتوریزه بگذارد. این سپاه با بهره‌گیری از شکاف ۱۳۰ کیلومتری حاصل شده از عقب رانده شدن ارتش یازدهم شوروی به سمت شرق توسط نیروهای گروه ارتش مرکز، توانست در عرض ۱۰۰ ساعت ۳۲۰ کیلومتر پیشروی کند. با ورود به خاک روسیه، نیروهای فن مانشتاین شب ۱۰ ژوئیه توانستند بر اوپوچکا مسلط شوند. در ادامه مقرر شد این سپاه در عرض چهار روز از راه نووگورود به طرف لنینگراد پیشروی کند. عوارض و موانع طبیعی همچون پوشش جنگلی فراوان منطقه، باعث شده بود سپاه فن مانشتاین نسبت به سپاه ۴۱ موتوریزه در انزوا به سر ببرد و امکان همکاری مؤثر بین این دو سپاه گروه زرهی ۴ وجود نداشته باشد. با شرایط بد زیرساخت‌های شوروی، نیروهای سپاه ۵۶ موتوریزه در فاصله بین اوپوچکا و نووگورود در وضعیت انزوا نسبت به سایر نیروهای خودی، برای پیشروی به تنها یک جاده در ستونی بسیار بلند محدود شدند. هدف فن مانشتاین پس از تصرف نووگورود، قطع خط آهن مسکو-لنینگراد در چودفو بود.

## نبرد و محاصره

پیشروی نیروهای آلمانی در شمال غربی روسیه، ۱۰ ژوئیه - ۲۶ اوت

استاوکا، فرماندهی عالی ارتش سرخ، با احساس خطر نسبت به پیشروی گروه ارتش شمال ورماخت، با صدور فرمانی در ۱۰ ژوئیه ضمن ابراز نارضایتی مطلق از عمکرد فرماندهی جبهه شمال غربی شوروی و تهدید فرماندهانی که دست به عملی نمی‌زنند یا بدون مجوز اقدام به عقب‌نشینی می‌کنند به مجازات، از جبهه شمال غربی خواست بلافاصله با دیدن تمهیدات مقابله‌ای شرایط ناحیه پسکوف را به سامان درآورد. در این فرمان همچنین مقرر شد ضدحملات با الحاق یگان‌های تانک به سپاه‌های تفنگ‌دار جهت افزایش تاب‌آوری و فعالیت آن‌ها، صورت بگیرد.
با ادامه پیشروی سپاه ۵۶ موتوریزه ورماخت از ۱۲ ژوئیه به سمت نووگورود، لشکر هشتم زرهی آن روز ۱۳ ماه ژوئیه خود را به سولتسی رساند. تا این زمان حضور نیروهای ارتش سرخ در جناح باز جنوبی سپاه ۵۶ موتوریزه احساس نشده بود. پس از سلطه بر سولتسی، نیروهای لشکر هشتم زرهی ورماخت روز بعد به مشاگا در شمال دریاچه ایلمن نیز دست یافتند. این لشکر در حال پیشروی در پیش روی سپاه ۵۶ موتوریزه، بدون حفاظت در جناحین، صبح روز ۱۵ ژوئیه در شرق سولتسی، از جناح شمالی زیر ضد حمله پیاده‌نظام دشمن با پشتیبانی صد تانک تی-۲۶، توپخانه قدرتمند و مقداری پشتیبانی هوایی، قرار گرفت و به سمت سولتسی عقب نشست. این نیروهای مهاجم شامل لشکر ۱۷۷ تفنگ‌دار، لشکر یکم شبه‌نظامیان خلق، سپاه ۱۰ مکانیزه و لشکر دهم تانک از گروه عملیاتی لوگا جبهه شمالی شوروی می‌شد. تهاجم نیروهای دیگری از ارتش سرخ از محور جنوبی موجب قطع شدن جاده اصلی پشت سر لشکر هشتم زرهی ورماخت شد تا بیشتر نیروهای رزمی آن بین مشاگا و سولتسی به محاصره بیفتند. همزمان یورش نیروهای پرشمار دیگر شوروی از جانب جنوبی به خط تدارکاتی پشت سر سپاه ۵۶ موتوریزه، نیز موجب سد شدن راه ارتباطی فن مانشتاین با سایر یگان‌های آلمانی گشت. نیروهای حمله‌کننده از جنوب را سپاه‌های ۱۶ و ۲۲ تفنگ‌دار با مجموعاً پنج لشکر تفنگ‌دار از جبهه شمال غربی شوروی تشکیل می‌دادند.

## شکستن محاصره
فن مانشتاین دستور به اقدام لشکر هشتم زرهی در خروج از محاصره داد و توانست مقداری حمایت تدارکاتی هوایی برای آن ارسال کند. مردابی بودن منطقه و شرایط بد راه‌ها، در این وضعیت تحرک مناسب را از این لشکر گرفته بود. در عرض دو روز لشکرهای سوم پیاده‌نظام موتوریزه و توتن‌کوپف اس‌اس خود را برای نجات لشکر هشتم زرهی به این موقعیت رساندند. با وجود دریافت نیروی کمکی از سپاه ۴۱ موتوریزه، چهار روز به طول انجامید تا فن مانشتاین بتواند حصار دور لشکر هشتم زرهی را بشکند. در نهایت با خروج از محاصره، نیروهای سپاه ۵۶ موتوریزه روز ۱۸ ژوئیه حوالی دنو رو به شرق مجدداً گرد هم آمدند.

## پیامدها
با وارد آمدن ضربه‌ای جدی به لشکر هشتم زرهی و از دست رفتن ۷۰ تانک از مجموع ۱۵۰ تانک عملیاتی آن، این لشکر در جایگاه ذخیره گروه زرهی ۴ قرار گرفت تا سپاه ۵۶ موتوریزه بدون آن به حرکت خود ادامه دهد. این ضدحمله هر چند با اثرات موقت، نخستین موفقیت نیروهای شوروی در مسیر لنینگراد بود که موجب از دست رفتن یک هفته بسیار حساس توسط آلمانی‌ها در تهاجم به سمت این شهر شد.